# Anders Bergström
Lars Anders Bergström (ur. 4 września 1968 w Los) – szwedzki biegacz narciarski. Jego najlepszym miejscem na zimowych igrzyskach olimpijskich było 6. miejsce w sztafecie na igrzyskach w Lillehammer, a indywidualnie 22. miejsce w biegu na 30 km na tych igrzyskach oraz 23. miejsce w tej konkurencji na igrzyskach w Nagano. Najwyższą pozycja na mistrzostwach świata było 6. miejsce na MŚ w Trondheim i MŚ w Ramsau. Najlepsze wyniki w Pucharze Świata uzyskał w sezonie 1998/1999 kiedy to zajmował 6. miejsce w klasyfikacji generalnej.
W 1987 roku wystąpił na mistrzostwach świata juniorów w Asiago, gdzie drugi w sztafecie oraz dziewiąty w biegu na 10 km stylem klasycznym. Na rozgrywanych rok później mistrzostwach świata juniorów w Saalfelden był trzeci w sztafecie, piąty na 10 km oraz ósmy na dystansie 30 km.

## Osiągnięcia

### Igrzyska olimpijskie
| Miejsce | Dzień     | Rok  | Miejscowość | Konkurencja             | Czas biegu | Strata  | Zwycięzca       |
| ------- | --------- | ---- | ----------- | ----------------------- | ---------- | ------- | --------------- |
| 22.     | 14 lutego | 1994 | Lillehammer | 30 km stylem dowolnym   | 1:12:26,4  | +5:55,8 | Thomas Alsgaard |
| 6.      | 22 lutego | 1994 | Lillehammer | Sztafeta 4 × 10 km      | 1:41:15,0  | +4:07,7 | Włochy          |
| 23.     | 9 lutego  | 1998 | Nagano      | 30 km stylem klasycznym | 1:33:55,8  | +6:35,0 | Mika Myllylä    |

### Mistrzostwa świata
| Miejsce | Dzień     | Rok  | Miejscowość | Konkurencja             | Czas biegu | Strata  | Zwycięzca           |
| ------- | --------- | ---- | ----------- | ----------------------- | ---------- | ------- | ------------------- |
| 13.     | 9 marca   | 1995 | Thunder Bay | 30 km stylem klasycznym | 1:15:52,3  | +4:35,9 | Władimir Smirnow    |
| 17.     | 11 marca  | 1995 | Thunder Bay | 10 km stylem klasycznym | 24:52,3    | +1:28,6 | Władimir Smirnow    |
| 9.      | 13 marca  | 1995 | Thunder Bay | 10+15 km pościgowy      | 1:06:19,5  | +1:35,9 | Władimir Smirnow    |
| 4.      | 17 marca  | 1995 | Thunder Bay | Sztafeta 4 × 10 km      | 1:34:27,1  | +2:02,0 | Norwegia            |
| 8.      | 19 marca  | 1995 | Thunder Bay | 50 km stylem dowolnym   | 1:56:36,0  | +3:21,0 | Silvio Fauner       |
| 9.      | 21 lutego | 1997 | Trondheim   | 30 km stylem dowolnym   | 1:06:28,2  | +1:31,7 | Aleksiej Prokurorow |
| 15.     | 24 lutego | 1997 | Trondheim   | 10 km stylem klasycznym | 23:41,8    | +1:08,5 | Bjørn Dæhlie        |
| 7.      | 25 lutego | 1997 | Trondheim   | 25 km łączony           | 1:00:11,1  | +1:34,6 | Bjørn Dæhlie        |
| 5.      | 28 lutego | 1997 | Trondheim   | Sztafeta 4 × 10 km      | 1:37:06,1  | +3:37,0 | Norwegia            |
| 6.      | 2 marca   | 1997 | Trondheim   | 50 km stylem klasycznym | 2:16:37,5  | +4:25,3 | Mika Myllylä        |
| 6.      | 19 lutego | 1999 | Ramsau      | 30 km stylem dowolnym   | 1:15:26,2  | +1:29,1 | Mika Myllylä        |
| 23.     | 22 lutego | 1999 | Ramsau      | 10 km stylem klasycznym | 24:19,2    | +1:16,9 | Mika Myllylä        |
| DNF     | 23 lutego | 1999 | Ramsau      | 25 km łączony           | 1:05:54,9  | -       | Thomas Alsgaard     |
| 6.      | 26 lutego | 1999 | Ramsau      | Sztafeta 4 × 10 km      | 1:35:07,5  | +2:43,4 | Austria             |
| 9.      | 28 lutego | 1999 | Ramsau      | 50 km stylem klasycznym | 2:18:08,7  | +3:51,7 | Mika Myllylä        |

### Mistrzostwa świata juniorów
| Miejsce | Dzień    | Rok  | Miejscowość | Konkurencja             | Wynik     | Strata  | Zwycięzca             |
| ------- | -------- | ---- | ----------- | ----------------------- | --------- | ------- | --------------------- |
| 9.      | 4 lutego | 1987 | Asiago      | 10 km stylem klasycznym | 27:19,5   | +36,4   | Gierman Karaczewski   |
| 2.      | 6 lutego | 1987 | Asiago      | Sztafeta 3 × 10 km      | 1:14:13,9 | +12,4   | ZSRR                  |
| 5.      | 3 lutego | 1988 | Saalfelden  | 10 km stylem klasycznym | 27:09,2   | +20,8   | Gierman Karaczewski   |
| 3.      | 6 lutego | 1988 | Saalfelden  | Sztafeta 3 × 10 km      | 1:16:49,0 | +23,3   | ZSRR                  |
| 8.      | 7 lutego | 1988 | Saalfelden  | 30 km stylem dowolnym   | 1:21:21,3 | +3:22,2 | Aleksandr Karaczewski |

### Puchar Świata

#### Miejsca w klasyfikacji generalnej
- sezon 1988/1989: 50.
- sezon 1991/1992: 47.
- sezon 1992/1993: 96.
- sezon 1993/1994: 20.
- sezon 1994/1995: 24.
- sezon 1995/1996: 13.
- sezon 1996/1997: 23.
- sezon 1997/1998: 34.
- sezon 1998/1999: 6.

#### Miejsca na podium
1. Lahti – 5 marca 1994 (15 km) – 3. miejsce
2. Oslo – 16 marca 1996 (50 km) – 3. miejsce
3. Otepää – 5 stycznia 1999 (15 km) – 3. miejsce
4. Falun – 13 marca 1999 (30 km) – 1. miejsce